# Félix Antequera
Félix Antequera Amaral (La Habana, 9 de junio de 1962) es un fotógrafo y actor cubano.

## Biografía
Nació en La Habana, Cuba. Estudió en el Instituto Superior de Artes (ISA) Universidad de las Artes, entre 1980-1986, en la facultad de Artes Escénicas la Licenciatura en Artes con especialización en Actuación. 
En 1986 bajo la dirección de la directora, actriz y maestra Flora Lauten es cofundador del Teatro Buendía, compañía que marca un hito dentro de las artes escénicas en Cuba y con la que realiza giras por los cinco continentes. Es profesor de actuación del Instituto Superior de Artes de 1994 a 1997. 
En 1989 comienza su trabajo fotográfico de manera autodidacta bajo la consejería de los fotógrafos Rigoberto Romero y Alberto Díaz "Korda". En 1995 obtiene la primera mención en el concurso Abelardo Rodríguez Antes, ese mismo año, obtiene el premio "Ensayo fotográfico sobre la mujer cubana" convocado por la agencia Caribbean Color's. En 1996 su trabajo Habana Siempre Viva, obtiene el reconocimiento de los jurados Raúl Corrales y del guatemalteco Luis González Palma y pasa a formar parte de la muestra y gira anual del premio Casa de las Américas. En 2014 el investigador Rafael Acosta de Arriba incluye seis trabajos fotográficos de Antequera en su libro-estudio "La seducción de la mirada" una historia de la fotografía del cuerpo en Cuba de 1840-2013.
En 1997 se radicó en Bogotá, Colombia, donde continua su trabajo en el teatro, el cine, la televisión, la fotografía y la docencia. Durante el Festival Internacional de Teatro de Bogotá de 2000, escribe una columna crítica diaria en el prestigioso periódico El Espectador. 
En la actualidad trabaja en la Universidad Tecnológica de Pereira donde es el creador y director del programa de posgrado Especialización en Dramaturgia del actor. En 2021 comienza también a estudiar la carrera de chef de alta cocina en la Escuela Gastronómica de Occidente (EGO).

## Filmografía
- Bolívar (2019) - Francisco de Miranda
- El gobernador. Cinetel Q, Quito, Ecuador (2019)
- Detrás del fotógrafo (2018) Presentador.
- Celia (2015-2016) - Fidel Castro
- Palabra de ladrón (2014)
- La selección (2014) - Horacio Hasbun.
- Las Malas Lenguas. Film (2014)
- Todos se van. Film de Sergio Cabrera a partir de la novela de Wendy Guerra.(2013)
- Rafael Orozco, el ídolo (2012-2013) - Jaime Camargo
- Escobar, el patrón del mal (2012) - Enrique Parejo
- El Joe, la leyenda (2011) - Antonio Fuentes
- Amar y temer (2011) - Teófilo Garcés
- Amor en custodia (2009-2010) - Carlos González / Frank Fonseca
- Las muñecas de la mafia (2009-2010) - Nicanor Pedraza
- Oye bonita (2008-2010) - Ramón "Moncho" Maestre
- Sobregiro de amor (2007-2008)
- Vuelo 1503 (2005-2006) - Luis Torres
- Las noches de Luciana (2004-2005) - Calixto
- La baby sister (2000-2001) - Johnny
- Perro amor (1998-1999) - Danilo de Mendoza

## Obras de teatro
- Una Historia de Amor(2009) Carlos Diaz y Enrique Carriazo
- La Casa (a partir de Cien Años de Soledad) (2008) Esteban García y David Gurjiff
- Réquiem por un carnaval.(2007)
- Se que volverás (2001) L'Explouse. Tino Fernández y Juliana Reyes.
- Hienas, Chacales y otros animales (1998) Fabio Rubiano.
- La Tempestad (1997) Flora Lauten y Raquel Carrió
- Roberto Zucco (1996) Carlos Celdrán
- La Cándida Eréndira.(1992) Carlos Celdrán y Flora Lauten
- Las Perlas de tu boca (1989) Flora Lauten.
- Entremeses de Cervantes (1887) Félix Antequera
- Los enamorados (1986) Roberto Blanco.
- Lila la mariposa (1985) Flora Lauten.
- La historia de un caballo (1984) Vicente Revuelta.
- Galileo Galilei (1983) Vicente Revuelta.
- Electra Garrigó (1983) Flora Lauten.
- Lazarillo de Tormes (1982) Flora Lauten
- El Pequeño Príncipe (1981) Flora Lauten

## Giras y temporadas
- 2010: Festival Iberoamericano de Bogotá. Teatro Varasanta.
- 2009: Festival Internacional de La Habana. Cuba. Teatro El Público, Trianon.
- 2008: Temporada en el Teatro de Bellas Artes de Bogotá.
- 2008: Festival Internacional de teatro de Bogotá. Teatro Arlequín.
- 2007: Temporada Réquiem por un Carnaval. Teatro La Baranda.
- 2003: Festival Cervantino. Guanajuato, México.
- 2002: Festival de Primavera. Seúl, Corea del Sur.

```
       Festival de Teatro de Medellín, Colombia.
       Festival de Manizales. Colombia.
       Festival de Cádiz. España.
```

- 2000. Festival Internacional de teatro de Bogotá.
- 1999. Festival de Teatro Hispano. Miami, EAU.
- 1998. Festival Iberoamericano de Teatro de Bogotá. Colombia.
- 1997. Festival de Arte de Cali. Colombia.
- 1996. Festival Internacional de Arte. Singapur.

```
       Festival de Arte de Perth. Australia.
       Gira por Sudáfrica.
```

- 1995: Festival de Teatro de Cádiz. España.

```
       Gira por varias ciudades de Holanda.
       Festival de Arte de Córdoba. Argentina.
```

- 1994: Festival de teatro de La Habana. Cuba.

```
       Festival de Arte de Plymouth. Inglaterra.
       Temporada en el Queen Elizabeth Hall. Londres, Inglaterra.
       Out Door Festival. Londres, Inglaterra.
       Festival de Edimburgo. Escocia.
       Festival de Galway. Irlanda.
       Festival de Cardiff. Gales.
       Festival de Arte de Glasgow. Escocia.
```

- 1993: Festival El Quijote. Paris, Francia.

```
       Temporada en Riverside Studio. Londres. Inglaterra.
```

- 1992: Festival Internacional de Teatro de Caracas. Venezuela.
- 1991: Festival del Instituto Internacional de Teatro. Essen, Alemania.

```
       Festival de Arte de Turín. Italia.
```

- 1989: Festival de Londrina. Brasil.
- 1987: Festival Internacional de Teatro de Munich. Alemania.

## Fotógrafo
- 2018: Diosa Migrante.

```
       Art Capital. Salón Comparaisons 2018. Grand Palais. Paris.
```

- 2017: La Resistencia.

```
       Galería ColombianArt. Medellín, Colombia.
```

- 2016: Muchos viajes la misma maleta. Emigrantes. (exhibición, instalación y performance) BARCÚ. Bogotá.
- 2016: La Resistencia. Años 90’s periodo especial. La Habana, Cuba. Galería Casa Grau. Bogotá
- 2016: Kuba Libre: Arte contemporáneo Cubano en el Kunstalle Rostock, Alemania.
- 2015: Libro “La Seducción de la Mirada”. Un estudio sobre la historia de la fotografía del cuerpo en Cuba desde 1840 hasta 2013 (seis obras).
- 2015: “Madona”. Bienal de Sao Paulo. Brasil. Dedicada a las transfiguraciones en el arte latinoamericano contemporáneo.
- 2012: (Libreta: El cuerpo como representación). Feria Odeon. Bogotá. (como parte del proyecto E Sokoloff GC)
- 2001: “Ciudad sin techo”. Artspace Virginia Miller Galleries. Miami. USA.
- 1997: ”Cuba Siempre Viva”. Museo de Las Américas. Denver, Colorado. USA.
- 1997: “Contemporary Photograpy From Cuba” Herdon Gallery, Yellowsprings, Ohio. USA.
- 1996: Fototeca de Cuba: "Primer salón del cuerpo humano"
- 1996: Habana siempre viva. Casa de Las Américas. La Habana, Cuba.